# Bistinda castanea
Bistinda castanea är en tvåvingeart som beskrevs av Mario Bezzi 1928. Bistinda castanea ingår i släktet Bistinda och familjen vapenflugor.
Artens utbredningsområde är Fiji. Inga underarter finns listade i Catalogue of Life.